# Brendan Galloway
Brendan Joel Zibusiso Galloway (* 17. März 1996 in Harare, Simbabwe) ist ein simbabwischer Fußballspieler. Er wird vorrangig als Verteidiger eingesetzt. Sein Premier-League-Debüt gab er am 16. Mai 2015 für den FC Everton gegen West Ham United. Aktuell spielt er beim englischen Drittligisten Plymouth Argyle.

## Vereinskarriere
Galloway spielte als Jugendlicher für den damaligen englischen Drittligisten Milton Keynes Dons, in dessen erste Mannschaft er im Sommer 2013 aufrückte. Ein Jahr später wechselte der 18-Jährige zum Erstligisten FC Everton und wurde dort zunächst in der U21 eingesetzt. Erst gegen Ende der Saison 2014/15 debütierte er in der ersten Mannschaft. In der Folgesaison kam er auf 15 Einsätze für Everton, ehe er 2016 zunächst an West Bromwich Albion und ein Jahr später an den AFC Sunderland verliehen wurde. Bei beiden Vereinen war Galloway jedoch nur Reservist, insgesamt kam er in den beiden Leihsaisons auf nur zehn Einsätze in der Liga.
In der Saison 2018/19 kehrte er noch einmal zum FC Everton zurück, kam hier jedoch auf lediglich 13 Einsätze in der U21. Im Sommer 2019 wechselte Galloway zum Zweitliga-Aufsteiger Luton Town, in den zwei Saisons bei dem Verein wurde er jedoch nur viermal eingesetzt, ein Umstand, der auch durch eine schwere, einjährige Knieverletzung Galloways zustande kam. Ende Juli 2021 wechselte er schließlich zu Plymouth Argyle in die drittklassige EFL League One und unterschrieb zunächst einen Vertrag bis Januar 2022, um nach seiner Verletzung wieder Spielpraxis zu sammeln.

## Nationalmannschaft
Brendan Galloway spielte für die englische U-19- und die englische U-21-Nationalmannschaft, war aber auch für Simbabwe spielberechtigt. Am 12. Oktober 2021 gab er sein Debüt für die simbabwische A-Nationalmannschaft.